# Deewane Huye Paagal
Deewane Huye Paagal (Los amantes se volvieron locos) es una película masala de 2005 dirigida por Vikram Bhatt y producida por Firoz A. Nadiadwala. La película presenta a Akshay Kumar, Shahid Kapoor, Sunil Shetty, Rimi Sen, Paresh Rawal y muchos otros. Aftab Shivdasani y Vivek Oberoi hacen apariciones especiales. Primero se le consulto a Amisha Patel para que interpretara el papel principal, pero ella se negó a trabajar con Shahid Kapoor.
La película se estrenó el 25 de noviembre de 2005. Resultó ser un fracaso de taquilla. Es una versión no oficial de la película de comedia estadounidense de 1998 Loco por Mary con algunos cambios.

## Sinopsis
Karan Sharma (Shahid Kapoor) es un chico de cantina y estudiante universitario tímido y nerd, que dirige un café con su amigo Murugan (Johnny Lever), y Tanya (Rimi Sen) una estudiante en la misma universidad. Ella es la chica más popular del campus. Karan está enamorado de Tanya pero es demasiado tímido para decírselo. Después de reunir algo de valor y rescatar a su hermanastro de algunos matones, llama su atención y finalmente puede invitarla a una fiesta de cumpleaños falsa. En su camino hacia allí, Tanya es testigo del asesinato de un científico, Khurana (Om Puri) por su malvado hermano gemelo, el inframundo don Mehboob, y como resultado se ve obligada a huir del país para salvar su propia vida, ya que la ley había sido comprada por los mismos asesinos. El científico había almacenado un código secreto en un juguete de peluche, un loro, ahora buscado por Mehboob, y Khurana pudo esconder el juguete en el auto de Tanya antes de ser asesinado. Sin darse cuenta, Tanya deja el juguete en casa antes de huir del país, y Karan lo recoge más tarde, ignorante del destino de Tanya.
Tres años más tarde, todavía enamorada de Tanya, pero deprimido por su repentina y completa desaparición, Karan se encuentra con antiguos compañeros de clase en un café y se entera de que había estado viviendo en Dubái todo este tiempo. Karan convence a Murugan para que lo ayude a localizar a Tanya en Dubái. Piden la ayuda de un estafador y cazarrecompensas local, Rocky (Akshay Kumar).

## Reparto
- Suniel Shetty como Sanjay "Sanju" Malvani
- Akshay Kumar como Ranbir "Rocky" Hiradani
- Shahid Kapoor como Karan Sharma
- Rimi Sen como Tanya Mulchandani / Natasha
- Paresh Rawal como Tommy
- Johnny Lever como Murugan
- Vijay Raaz como Babloo
- Om Puri como el científico Khurana / Mehboob
- Suresh Menon como Veerappan "Sunny" Khurana
- Baljeet Singh como Baljeet Khurana
- Supriya Pilgaonkar como Sweety Aunty
- Asrani como el ciego
- Leena como Kavita
- Vivek Oberoi como el narrador (Sutradhar)
- Aftab Shivdasani como Raj Sinha (aparición especial)
- Rakesh Bedi como Gullu Mulchandani
- Snehal Dabi como Kutti Anna

## Banda sonora
La música de todas las canciones fue compuesta por Anu Malik y la letra de esta película fue escrita por  Sameer.
| # | Título                  | Cantante(s)                           | Duración |
| - | ----------------------- | ------------------------------------- | -------- |
| 1 | "Maar Sutiye"           | Anu Malik                             | 05:50    |
| 2 | "Meri Jaane Jigar"      | Anu Malik                             | 05:44    |
| 3 | "Tu Hai Tu Hai"         | Shaan, Sunidhi Chauhan                | 06:16    |
| 4 | "Sutradhar - I"         | Anu Malik                             | 08:56    |
| 5 | "Chakle Chakle"         | Anu Malik                             | 05:01    |
| 6 | "Aisi Umar Main"        | Shaan, Kunal Ganjawala, Krishna Beura | 11:34    |
| 7 | "Chalke Chalke (Remix)" | Anu Malik                             | 04:11    |
| 8 | "Sutradhar - II"        | Anu Malik                             | 01:57    |

## Recepción
La película recibió críticas favorables tras su lanzamiento. Sin embargo, no logró tener éxito en taquilla. Recaudó Rs. 26,5  crore; y se le dio el veredicto final de fracaso. Aunque después del lanzamiento de esta película fue muy bien aceptada por la audiencia en la televisión. El productor de la película, Firoz Nadiadwala, había dicho que había cometido un error al lanzar esta película justo después de otra película de Akshay Kumar " Garam Masala", que era la razón detrás del fracaso.